# Cayo Coco
Cayo Coco – wyspa u północnych wybrzeży centralnej części Kuby, znana z luksusowych ośrodków wypoczynkowych typu "All inclusive", których znajduje się tu około tuzina. Administracyjnie należy do gminy Morón w prowincji Ciego de Ávila, a geograficznie jest jedną z wysp archipelagu Jardines del Rey. Nazwa wyspy pochodzi od licznych ibisów białych, zwanych tu "ptakami kokosowymi".
Cayo Coco jest połączona z główną wyspą drogą wiodącą przez sztucznie utworzoną groblę o długości 27 kilometrów. Inna grobla, naturalna, łączy wyspę z sąsiednią Cayo Guillermo. Poza częścią hotelową większość terenu zajmuje nietknięta ludzką ręką przyroda – bagna i scrub. Atrakcją wyspy są plaże z drobnym, białym piaskiem oraz otaczające ją rafy koralowe, przyciągające amatorów nurkowania. 
Coco Cayo posiada własny port lotniczy – Jardines del Rey (IATA: CCC, ICAO: MUCC). Od 2005 można się na nią dostać samolotem bez konieczności międzylądowania na Kubie.